# 靳文然
靳文然（1912年11月3日—1964年12月13日），直隶人，原名靳成彬，又名靳质儒，乐亭大鼓演员，“靳派”创始人。曾任中国曲艺家协会理事、唐山市文联第三届委员会委员、唐山市曲艺实验队队长、唐山市曲艺团团长等职。

## 生平
幼年跟大鼓艺人丁佩城学艺，18岁又拜戚用武为师，历3年出徒。1942年，与王汉然、贺连棋在昌黎县“同声茶园”及东门外的书馆里演出。1947年11月，搬到唐山小山的万顺书馆和玉发书馆演唱。1953年，组建唐山市曲艺实验队，整理了《飞夺泸定桥》《双模范》等作品。1959年，编演了《挑女婿》《社会主义老两口》《红色战士》等作品并两次获创作改编奖。文化大革命期间，所编演的书目文字被抄、录音被毁。1964年9月带病上台演出，在表演结束后脑溢血发作，送往医院治疗，同年12月因医治无效去世。